# Rhacochelifer subsimilis
Rhacochelifer subsimilis es una especie de arácnido del orden Pseudoscorpionida de la familia Cheliferidae.

## Distribución geográfica
Se encuentra en Malí y en Argelia.